# Keväjärvi (sjö)
För orten Keväjärvi i Enare kommun, se Keväjärvi
Keväjärvi är en sjö i Finland. Den ligger i kommunen Ranua i landskapet Lappland, i den norra delen av landet, 600 km norr om huvudstaden Helsingfors. Keväjärvi ligger 120,8 meter över havet. Arean är 1,85 kvadratkilometer och strandlinjen är 6,76 kilometer lång. Sjön  ingår i Kuivajokis huvudavrinningsområde. 